# Fiddler's Green (band)
 For alternative betydninger, se Fiddler's Green (flertydig). (Se også artikler, som begynder med Fiddler's Green)
Fiddler's Green er et tysk band, der spiller irsk folkemusik, der blev dannet i 1990.

## Historie
Gruppens første koncert var på Newcomer-Festival i Erlangen i november 1990. Deres selvbetitlede debutalbum udkom i 1992, og indeholdt både liveoptagelser og numre indspillet i et studie, og det bestod af både traditionelle og originale kompositiner. Det blev udgivet på deres eget pladeselskab, Deaf Shepherd Recordings. Gruppen har haft pladekontrakt med et stort pladeselskab, men er siden gået tilbage til deres eget uafhængige selskab. Bandet referer til deres musik som "irsk speedfolk".
Bandet indspiller og optræder med en blanding af traditionelle irske og skotske sange og sange de selv har skrevet. Deres egne kompositioner er med tiden blevet mindre folkemusik-prægede. Bandet er præget af en lang række andre grupper, særligt keltisk rock, heriblandt The Pogues, The Waterboys og Great Big Sea. Senere albums har også haft en indflydelse fra gotisk rock.
Gruppen har opnået succes i Tyskland, og i 2004 rundede de 1000 koncerter (det eneste bandmedlem, der har medvirket til dem alle er bassisten Rainer Schulz), hvilket blev fejret med en koncert på Burg Hoheneck i Ipsheim. Den blev filmet og udgivet på to DVD'er; Celebrate! og Jubilate! Under koncerten medvirkede tidligere medlemmer af bandet og forskellige gæstemusikere.
Gruppens primære sang og tekstforfatter, Peter Pathos, forlod bandet i sommeren 2006 og blev erstattet af Patrick 'Pat' Prziwara.
Live-DVD'en Folk's not dead blev udgivet for at fejre gruppens 20-års jbuilæum i 2010.

## Medlemmer

### Nuværende medlemmer
- Ralf "Albi" Albers - vokal , guitar, irskbouzouki, mandolin (1990-nu)
- Rainer Schulz - bass (1990-nu)
- Stefan Klug - harmonika, bodhrán (1991-nu)
- Tobias Heindl - violin, vokal(2000-nu)
- Frank Jooss - trommer, percussion (2001-nu)
- Patrick "Pat" Prziwara - vokal, guitar (2006-nu)

### Tidligere medlemmer
- Robert Oppel - violin (1990-1991)
- Eric Obst - trommer(1990-1995)
- Tobias Rempe - violin (1991–1995)
- Tobias Schäfer - violin (1995–2000)
- Wolfram Kellner - trommer (1995–2001)
- Peter Pathos - guitar, mandolin, banjo, fløjte(1990-2006)

## Diskografi

### Studiealbums
| År   | Titel                  | German album charts |
| ---- | ---------------------- | ------------------- |
| 1992 | Fiddler's Green        | —                   |
| 1993 | Black Sheep            | —                   |
| 1995 | King Shepherd          | —                   |
| 1996 | Make Up Your Mind      | —                   |
| 1997 | On and On              | 61                  |
| 1998 | Spin Around            | —                   |
| 2000 | Another Sky            | —                   |
| 2002 | Folk Raider            | —                   |
| 2003 | Nu Folk                | —                   |
| 2007 | Drive Me Mad!          | 74                  |
| 2009 | Sports Day at Killaloe | 52                  |
| 2011 | Wall of Folk           | 24                  |
| 2013 | Winners & Boozers      | 7                   |
| 2015 | 25 Blarney Roses       | 30                  |
| 2016 | Devil's Dozen          | 22                  |
| 2019 | Heyday                 | 22                  |
| 2020 | 3 Cheers for 30 Years  | —                   |

### Livealbums
| År   | Titel                               | German album charts |
| ---- | ----------------------------------- | ------------------- |
| 1993 | Stagebox                            | —                   |
| 2005 | Celebrate!                          | —                   |
| 2005 | Jubilate! (DVD)                     | —                   |
| 2010 | Folk's not dead (DVD)               | 76                  |
| 2012 | Acoustic Pub Crawl (unplugged)      | —                   |
| 2015 | 25 Blarney Roses: Live from Cologne | —                   |